# Chrysococcyx meyerii
Chrysococcyx meyerii е вид птица от семейство Кукувицови (Cuculidae).

## Разпространение
Видът е разпространен в Нова Гвинея.